# 広谷俊二
広谷 俊二（ひろや しゅんじ、1913年10月18日 - 1982年頃）は、元日本共産党中央委員、社会運動家。

## 来歴
北海道小樽市出身。父敏蔵は小樽市議、伯父は衆議院議員などを務めた山本厚三。弁護士廣谷陸男は弟。学生時代から社会主義運動に参加し、1932年検挙されて旧制第二高等学校を中退。翌1933年に日本共産党に入党し、日本労働組合全国協議会（全協）小樽地方協議会を設立する。同年の全協4.25事件で検挙され懲役3年6ヵ月の刑に処せられる。出獄後、サラリーマン生活をしていたが、一方で地下活動をしていたため1943年予防拘禁される。
戦後、日本共産党の再建に尽力し、小樽合同労組委員長もつとめた。この間、1947年と1949年、1955年の総選挙で北海道第1区から共産党公認で立候補したがいずれも落選している。
1950年代の党分裂時、軍事闘争を指導した志田重男の配下にあったという。1955年の日本共産党第6回全国協議会に、党北海道地方委員会委員として参加。1963年、党中央青年学生対策部。
党内では中央委員になった。1972年におきた新日和見主義事件に関与した。
1977年党規律違反で除名された。晩年は生活保護を受けて暮らしていた。1982年、糖尿病を悪化させ死去。

## 著作
- 『現代日本の学生運動』青木書店 1966年 (青木新書)
- 『青年と人生論』日本青年出版社 1970年 (青年のための社会科学6)
- 『学生運動入門』日本青年出版社 1971年[4]